# Rölanda IF
Rölanda IF är en idrottsförening i Dals-Eds kommun i Sverige, som bedriver fotboll. 
Fram till år 2000 hade klubben både herrlag och damlag, men kvar finns nu endast damlaget, som seriedebuterade 1980 och spelade i Division 1 åren 1990-1993 samt 2001. Rölandas hemmaplan är Bölevallen. Här har lag som Örgryte IS och Eds FF spelat. Laget är ett av de få som under 25 års tid haft damlag i seriespel. 
Rölanda IF har bland annat fostrat herrlandslagsspelaren Markus Johannesson och damlandslagsspelaren Evelina Kinhult.